# Grong
Grong este o comună din provincia Nord-Trøndelag, Norvegia.